# Талейран-Перигор, Эли де
Эли де Талейран-Перигор (фр. Hélie de Talleyrand-Périgord; ок. 1301 — 17 января 1364, Авиньон, Папская область) — французский куриальный кардинал. Епископ Лиможа с 10 октября 1324 по 4 января 1328. Епископ Осера с 4 января 1328 по 25 мая 1331. Декан Священной Коллегии кардиналов с сентября 1361 по 17 января 1364. Кардинал-священник с титулом церкви Сан-Пьетро-ин-Винколи с 25 мая 1331 по 4 ноября 1348. Кардинал-протопресвитер с мая по 4 ноября 1348. Кардинал-епископ Альбано с 4 ноября 1348 по 17 января 1364.

## Происхождение и ранние годы
Третий сын Эли VII, графа Перигорского, и Брюниссенды де Фуа, родился в 1301 году. Как младшему сыну в семье, ему предназначалась духовная карьера. В девятнадцать лет стал пребендарием Мепсбери и архидиаконом Лондона, эту должность занимал до 1323 года. Также был пребендарием Южного Ньюболда (1325), Лоутона (1342) и Стенсолла (1354), архидиаконом Ричмондским, епархия Йорк (1322—1328), Саффолкским (28 ноября 1357 по 5 июня 1359) и деканом кафедрального собора Йорка (1342—1364).

## Церковная карьера
Во Франции был аббатом Сен-Мари-де-Шанселад в Перигё. 10 октября 1324 года папа возвёл Тайлерана де Перигор в епископы Лиможа, а 4 января 1328 года — епископы Осера. 25 мая 1331 года по просьбе Филиппа VI Валуа стал кардиналом-пресвитером Сан-Пьетро-ин-Винколи.
При авиньонском папском дворе кардинал стал одной из ключевых фигур. Он принимал участие в конклавах, закончившихся избранием пап Бенедикта XII (1334 год), Климента VI (1342 год), Иннокентия VI (1352 год) и Урбана V (1362 год). На последнем конклаве сам Талейран де Перигор был одним из кандидатов.

## Папабиль
На конклаве 1334 года кардинал Перигорский успешно поддерживал кандидатуру Жана-Раймона де Комменжа, архиепископа Тулузского. Однако отказ кардинала Комменжа дать обещание не переносить папскую кафедру в Рим стоил ему папской тиары.
На конклаве 1352 года почти единогласно был избран Жан Бирель, генеральный магистр ордена картезианцев. Кардинала Перигорского не устраивала эта кандидатура и он добился нового голосования. Папой стал Этьен Обер. Бирелю было предложено место в коллегии кардиналов, но тот отказался.
Его авторитет возрос после того, как 4 ноября 1348 года он был назначен кардиналом-епископом Альбано. В сентябре 1361 года Талейран де Перигор становится деканом Священной Коллегии.

## Дипломатическая деятельность
Святейший престол неоднократно поручал кардиналу ведение важных переговоров. В 1336 году Талейран де Перигор вместе с четырьмя другими кардиналами был послан к королю Франции Филиппу VI с предложением принять участие в новом крестовом походе, провозглашённом папой Бенедиктом XII по просьбе Гуго IV де Лузиньяна. Начало военных действий между Англией и Францией положило конец этому проекту.
21 июня 1356 года Эли де Талейран и Николо Капоччи были отправлены на переговоры с принцем Уэльским Эдуардом и королём Иоанном II с целью предотвратить столкновение между англичанами и французами у Пуатье. Достичь положительного результата кардиналам помешала уверенность короля Франции в своей скорой победе над малочисленным войском противника.
Кардинал Перигорский после пленения короля Франции посетил Бордо и Лондон. Он вёл переговоры об освобождении Иоанна, между Англией и Францией было заключено двухгодичное перемирие. Кроме того, кардинал, пользовавшийся уважением Эдуарда III, добился от англичан приостановки разорения земель Южной Франции.

## Меценат
В 1360 году кардинал основал в Тулузе Перигорский колледж. Отель Моран, в котором расположился колледж, был выстроен недалеко от кафедрального собора Сен-Сернен.
Кардинал, любитель наук и словесности, был очень дружен с Петраркой, несмотря на то, что в отличие от поэта поддерживал Авиньонское пленение пап, и вёл с ним переписку.
Основал картезианский монастырь в Воклере, в Перигё.
Умер 17 января 1364 года. Он был похоронен сначала во францинсканской церкви в Авиньоне, затем, во исполнение его завещания, прах перенесли в собор Сен-Фрон в Перигё, где Талейран де Перигор основал часовню.

## В литературе
От лица Эли де Талейрана, «делателя пап», в седьмой книге серии «Проклятые короли» Мориса Дрюона ведётся рассказ о событиях Столетней войны. В романе Дрюона кардинал Перигорский предстаёт перед читателем как разумный и достойный человек — безусловно положительный персонаж и искренний патриот Франции.